# 乃园遗址
乃园是明清时期湖北按察使司署后花园。园内有梅、枇杷、芭蕉、柿子、柳等树木，塘内有白荷，菜畦内种植时蔬。重要建筑有“四忠祠”（祭祀太平天国三次攻陷武昌时身亡的按察使)，“学律馆”（教授地方官员学习政令)、“七曲廊”（连接前两个建筑与按察使司署衙门)。半山腰上有“见江亭”，山上有“鹤梅堂”，山顶有“高观台”、“西升台”。山中有武士习艺射箭的“射圃”。圃外有竹林，下有“竹池”。池水再往下有“跻绿亭”。山脚有“小圃”，中有“暂亭”、“沤舫”。毗邻池塘、假山，东岸有“竹深荷静”台，西岸有“般若台”。
今存一块《乃园图记》石碑，题款为光绪年间江夏县令诸可权。乃园在民国时期划给湖北省财政厅，成为机关花园。1924年对公众开放，成为首义公园的一部分。抗日和内战时期遭到一定损毁，但到20世纪50年代仍基本保存。1953年修建武汉长江大桥，园内建筑遭拆除。

## 文物保护情况
1987年4月13日，以“乃园遗址”的名义被武汉市武昌区人民政府列为第一批武昌区文物保护单位。